# Karolina Gorazda
Karolina Gorazda (ur. 13 lutego 1980 w Ostrowcu Świętokrzyskim) – Miss Polonia 2003, modelka, fotomodelka.
Wychowywała się w Krakowie. Miss Polonia 2003, półfinalistka w konkursie Miss Europe 12 marca 2005 w Palace de Sports w Paryżu. Uczestniczyła w IV edycji międzynarodowego konkursu piękności Miss Earth 2004 na Filipinach, gdzie jako jedna z 2 Europejek przeszła do 1/16 finału. Reprezentowała również Polskę w największym międzynarodowym konkursie Miss World 2003, który odbył się na chińskiej wyspie Sanya. W trakcie tzw. "fast-track" (droga na skróty) awansowała do finałowej 10 najlepszych finalistek w kostiumach kąpielowych.
7 lipca 2007 wyszła za mąż. W 2008 roku urodziła córkę, a w 2010 syna.